# Diskografie Taylor Swift
Toto je diskografie americké zpěvačky Taylor Swift.
Do roku 2013 celosvětově prodalo přes 26 milionů alb. V USA prodala 22 milionů kusů alb a zaznamenala 51,1 milionů digitálních prodejů svých alb a písní.

## Alba

### Studiová alba
| Rok  | Album | Nejvyšší umístění v hitparádě | Nejvyšší umístění v hitparádě | Nejvyšší umístění v hitparádě | Nejvyšší umístění v hitparádě | Nejvyšší umístění v hitparádě | Nejvyšší umístění v hitparádě | Nejvyšší umístění v hitparádě | Nejvyšší umístění v hitparádě | Nejvyšší umístění v hitparádě | Prodej                                                                  | Certifikace |
| Rok  | Album | USA                           | AUS                           | CZ                            | FRA                           | IR                            | KAN                           | NĚM                           | NZ                            | UK                            | Prodej                                                                  | Certifikace |
| ---- | --- | ----------------------------- | ----------------------------- | ----------------------------- | ----------------------------- | ----------------------------- | ----------------------------- | ----------------------------- | ----------------------------- | ----------------------------- | ----------------------------------------------------------------------- | --- |
| 2006 | Taylor Swift - Vydáno: 24. října 2006 - Vydavatel: Big Machine - Formáty: CD, digitální stažení                                                   | 5                             | 33                            | —                             | —                             | 59                            | 14                            | —                             | 38                            | 81                            | Svět: 7 000 000 USA: 5 500 000                                          | - USA: 7× platinová - AUS: platinová - KAN: 2× platinová - UK: zlatá |
| 2008 | Fearless - Vydáno: 11. listopadu 2008 - Vydavatel: Big Machine - Formáty: CD, digitální stažení                                                   | 1                             | 2                             | 37                            | 26                            | 7                             | 1                             | 12                            | 1                             | 5                             | Svět: 12 000 000 USA: 7 180 000 AUS: 500 000 UK: 609 000                | - USA: diamantová - AUS: 7× platinová - IR: 2× platinová - JAP: zlatá - NĚM: zlatá - KAN: 4× platinová - NZ: 3× platinová - UK: platinová                                                         |
| 2010 | Speak Now - Vydáno: 25. října 2010 - Vydavatel: Big Machine - Formáty: CD, LP, digitální stažení                                                  | 1                             | 1                             | —                             | 39                            | 6                             | 1                             | 15                            | 1                             | 6                             | Svět: 5 000 000 USA: 4 680 000 UK: 169 281                              | - USA: 6× platinová - AUS: 2× platinová - BRA: 2× platinová - IR: platinová - JAP: zlatá - KAN: 3× platinová - NZ: platinová - UK: zlatá                                                          |
| 2012 | Red - Vydáno: 22. října 2012 - Vydavatel: Big Machine - Formáty: CD, LP, digitální stažení                                                        | 1                             | 1                             | 33                            | 30                            | 1                             | 1                             | 5                             | 1                             | 1                             | Svět: 6 000 000 USA: 4 450 000 JAP: 256 000 KAN: 320 000 UK: 693 000    | - USA: 7× platinová - AUS: 4× platinová - BRA: platinová - IR: platinová - JAP: platinová - KAN: 4× platinová - MEX: zlatá - NZ: 2× platinová - SWE: zlatá - UK: 2× platinová                     |
| 2014 | 1989 - Vydáno: 27. října 2014 - Vydavatel: Big Machine - Formáty: CD, digitální stažení                                                           | 1                             | 1                             | 17                            | 9                             | 1                             | 1                             | 4                             | 1                             | 1                             | Svět: 10 110 000 USA: 6 190 000 KAN: 530 000 JAP: 265 200 UK: 1 250 000 | - USA: 9× platinová - AUS: 9× platinová - BRA: platinová - IR: 4× platinová - JAP: platinová - KAN: 6× platinová - NĚM: zlatá - SWE: zlatá - MEX: platinová - NZ: 3× platinová - UK: 4× platinová |
| 2017 | Reputation - Vydáno: 10. listopadu 2017 - Vydavatel: Big Machine - Formáty: CD, LP, digitální stažení, audiokazeta, streaming                     | 1                             | 1                             | 2                             | 16                            | 1                             | 1                             | 2                             | 1                             | 1                             | Svět: 4 500 000 USA: 2 230 000 KAN: 80 000 FRA: 13 000 UK: 378 000      | - USA: 3× platinová - AUS: 3× platinová - UK: platinová - NZ: 2× platinová - SWE: zlatá - JAP: zlatá                                                                                              |
| 2019 | Lover - Vydáno: 23. srpna 2019 - Vydavatel: Republic, Taylor Swift Productions - Formáty: CD, LP, digitální stažení, audiokazeta, streaming       | 1                             | 1                             | 2                             | 5                             | 1                             | 1                             | 2                             | 1                             | 1                             | USA: 679 000 JAP: 32 601 UK: 35 000                                     | - USA: platinová - AUS: platinová - UK: zlatá - NZ: zlatá |
| 2020 | Folklore - Vydáno: 24. července 2020 - Vydavatel: Republic, Taylor Swift Productions - Formáty: CD, LP, digitální stažení, audiokazeta, streaming | 1                             | 1                             | 1                             | 12                            | 1                             | 1                             | 8                             | 1                             | 1                             | USA: 1 038 000                                                          | |
| 2020 | Evermore - Vydáno: 11. prosince 2020 - Vydavatel: Republic, Taylor Swift Productions - Formáty: CD, LP, digitální stažení, audiokazeta, streaming | 1                             | 1                             | 8                             |                               |                               |                               |                               |                               |                               |                                                                         | |
| 2022 | Midnights - Vydáno: 21. října 2022 - Vydavatel: Republic - Formáty: CD, LP, digitální stažení, audiokazeta, streaming                             | 1                             | 1                             | 1                             | 1                             | 1                             | 1                             | 1                             | 1                             | 1                             |                                                                         | |
| 2024 | The Tortured Poets Department - Vydáno: 19. dubna 2024 - Vydavatel: Republic - Formáty: CD, LP, digitální stažení, audiokazeta, streaming         | 1                             | 1                             | 1                             | 1                             | 1                             | 1                             | 1                             | 1                             | 1                             |                                                                         | |

### Koncertní alba
| Rok  | Album                                                                            | Nejvyšší umístění v hitparádě | Nejvyšší umístění v hitparádě | Nejvyšší umístění v hitparádě | Nejvyšší umístění v hitparádě | Poznámka                                                                    |
| Rok  | Album                                                                            | US 200                        | US Country                    | KAN                           | AUS                           | Poznámka                                                                    |
| ---- | -------------------------------------------------------------------------------- | ----------------------------- | ----------------------------- | ----------------------------- | ----------------------------- | --------------------------------------------------------------------------- |
| 2006 | Connect Set - Vydáno: 30. ledna 2006 - Vydavatel: Big Machine                    | —                             | —                             | —                             | —                             | Limitovaná edice záznamů z koncertů k albu Taylor Swift.                    |
| 2008 | iTunes Live from SoHo - Vydáno: 15. ledna 2008 - Vydavatel: Big Machine          | —                             | —                             | —                             | —                             | Album exkluzivně prodávané na iTunes, ze záznamů písní z alba Taylor Swift. |
| 2011 | Speak Now: World Tour Live - Vydáno: 21. listopadu 2011 - Vydavatel: Big Machine | 11                            | 2                             | 25                            | 16                            | Záznam z turné Speak Now: World Tour.                                       |

### EP
| Rok  | Album | Nejvyšší umístění v hitparádě | Nejvyšší umístění v hitparádě | Certifikace    |
| Rok  | Album | US 200                        | US Country                    | Certifikace    |
| ---- | --- | ----------------------------- | ----------------------------- | -------------- |
| 2007 | Sounds of the Season: The Taylor Swift Holiday Collection - Vydáno: 14. října 2007 - Vydavatel: Big Machine | 20                            | 14                            | USA: platinová |
| 2007 | Rhapsody Originals - Vydáno: listopad 2007 - Vydavatel: Big Machine                                         | —                             | —                             |                |
| 2008 | Beautiful Eyes - Vydáno: 15. července 2008 - Vydavatel: Big Machine                                         | 9                             | 1                             |                |
| 2018 | Spotify Singles - Vydáno: 13. dubna 2018                                                                    | —                             | —                             |                |

### Video alba
- 2009: CMT Crossroads: Taylor Swift and Def Leppard
- 2011: Taylor Swift: Journey to Fearless

## Singly

### Sólo singly
| Rok  | Název písně                               | Pozice v mezinárodních žebříčcích | Pozice v mezinárodních žebříčcích | Pozice v mezinárodních žebříčcích | Pozice v mezinárodních žebříčcích | Pozice v mezinárodních žebříčcích | Pozice v mezinárodních žebříčcích | Pozice v mezinárodních žebříčcích | Pozice v mezinárodních žebříčcích | Certifikace | Album                                |
| Rok  | Název písně                               | USA                               | AUS                               | CZE                               | IR                                | KAN                               | NĚM                               | NZ                                | UK                                | Certifikace | Album                                |
| ---- | ----------------------------------------- | --------------------------------- | --------------------------------- | --------------------------------- | --------------------------------- | --------------------------------- | --------------------------------- | --------------------------------- | --------------------------------- | --- | ------------------------------------ |
| 2006 | „Tim McGraw“                              | 40                                | —                                 | —                                 | —                                 | —                                 | —                                 | —                                 | —                                 | USA: platinová | Taylor Swift                         |
| 2007 | „Teardrops on My Guitar“                  | 13                                | —                                 | —                                 | —                                 | 45                                | —                                 | —                                 | 51                                | KAN: platinová USA: 3× platinová | Taylor Swift                         |
| 2007 | „Our Song“                                | 16                                | —                                 | —                                 | —                                 | 30                                | —                                 | —                                 | —                                 | KAN: platinová USA: 4× platinová | Taylor Swift                         |
| 2008 | „Picture to Burn“                         | 28                                | —                                 | —                                 | —                                 | 48                                | —                                 | —                                 | —                                 | KAN: zlatá USA: 2× platinová | Taylor Swift                         |
| 2008 | „Should've Said No“                       | 33                                | —                                 | —                                 | —                                 | 48                                | —                                 | 18                                | —                                 | USA: platinová | Taylor Swift                         |
| 2008 | „Change“                                  | 10                                | —                                 | —                                 | —                                 | —                                 | —                                 | —                                 | —                                 | USA: zlatá | AT&T Team USA Soundtrack             |
| 2008 | „Love Story“                              | 4                                 | 1                                 | 4                                 | 3                                 | 4                                 | 22                                | 3                                 | 2                                 | AUS: 3× platinová KAN: 2× platinová DÁN: zlatá NZ: platinová UK: platinová USA: 7× platinová                                                               | Fearless                             |
| 2008 | „White Horse“                             | 13                                | 41                                | —                                 | —                                 | 43                                | —                                 | —                                 | 60                                | AUS: zlatá KAN: zlatá USA: 2× platinová | Fearless                             |
| 2009 | „You Belong with Me“                      | 2                                 | 5                                 | —                                 | 12                                | 3                                 | —                                 | 5                                 | 30                                | AUS: 3× platinová KAN: 2× platinová JAP: zlatá NZ: platinová UK: stříbrná USA: 6× platinová                                                                | Fearless                             |
| 2009 | „Fifteen“                                 | 23                                | 48                                | —                                 | —                                 | 19                                | —                                 | —                                 | —                                 | KAN: zlatá USA: 2× platinová | Fearless                             |
| 2010 | „Fearless“                                | 9                                 | —                                 | —                                 | —                                 | 69                                | —                                 | —                                 | 111                               | USA: platinová | Fearless                             |
| 2010 | „Today Was a Fairytale“                   | 2                                 | 3                                 | —                                 | 41                                | 1                                 | —                                 | 29                                | 57                                | AUS: platinová USA: platinová | Na sv. Valentýna – soundtrack        |
| 2010 | „Mine“                                    | 3                                 | 9                                 | —                                 | 38                                | 7                                 | 57                                | 16                                | 30                                | AUS: zlatá KAN: platinová NZ: zlatá USA: 3× platinová | Speak Now                            |
| 2010 | „Back to December“                        | 6                                 | 26                                | —                                 | —                                 | 7                                 | —                                 | 24                                | —                                 | KAN: zlatá USA: 2× platinová | Speak Now                            |
| 2011 | „Mean“                                    | 11                                | 45                                | —                                 | —                                 | 10                                | —                                 | —                                 | —                                 | KAN: zlatá USA: 3× platinová | Speak Now                            |
| 2011 | „The Story of Us“                         | 41                                | —                                 | —                                 | —                                 | 70                                | —                                 | —                                 | —                                 | USA: platinová | Speak Now                            |
| 2011 | „Sparks Fly“                              | 17                                | —                                 | —                                 | —                                 | 28                                | —                                 | —                                 | —                                 | USA: platinová | Speak Now                            |
| 2011 | „Ours“                                    | 13                                | 91                                | —                                 | —                                 | 68                                | —                                 | —                                 | 181                               | USA: platinová | Speak Now                            |
| 2011 | „Safe & Sound“ (ft. The Civil Wars)       | 30                                | 38                                | —                                 | —                                 | 31                                | —                                 | 11                                | 67                                | USA: 2× platinová | Hunger Games OST                     |
| 2012 | „Long Live“ (ft. Paula Fernandes)         | 85                                | —                                 | —                                 | —                                 | —                                 | —                                 | —                                 | —                                 | | Speak Now World Tour – Live          |
| 2012 | „Eyes Open“                               | 19                                | 47                                | —                                 | 65                                | 17                                | —                                 | 6                                 | 70                                | NZ: zlatá USA: platinová | Hunger Games OST                     |
| 2012 | „We Are Never Ever Getting Back Together“ | 1                                 | 3                                 | 26                                | 4                                 | 1                                 | 21                                | 1                                 | 4                                 | AUS: 5× platinová DÁN: platinová IT: zlatá JAP: 3× platinová KAN: zlatá MEX: zlatá NZ: 2× platinová ŠVÉ: platinová UK: platinová USA: 5× platinová         | Red                                  |
| 2012 | „Ronan“                                   | 16                                | —                                 | —                                 | —                                 | —                                 | —                                 | —                                 | —                                 | USA: zlatá |                                      |
| 2012 | „Begin Again“                             | 7                                 | 20                                | —                                 | 25                                | 4                                 | —                                 | 11                                | 30                                | KAN: zlatá USA: platinová | Red                                  |
| 2012 | „I Knew You Were Trouble“                 | 2                                 | 3                                 | 1                                 | 4                                 | 2                                 | 9                                 | 3                                 | 2                                 | AUS: 6× platinová DÁN: zlatá KAN: 5× platinová MEX: zlatá NĚM: zlatá NZ: 2× platinová ŠVÉ: zlatá ŠVÝ: platinová UK: platinová USA: 5× platinová            | Red                                  |
| 2013 | „22“                                      | 20                                | 21                                | 100                               | 12                                | 20                                | —                                 | 23                                | 9                                 | AUS: 2× platinová DÁN: zlatá KAN: platinová NZ: zlatá UK: stříbrná USA: 2× platinová                                                                       | Red                                  |
| 2013 | „Highway Don't Care“ (s Timem McGrawem)   | 22                                | 73                                | —                                 | —                                 | 21                                | —                                 | —                                 | —                                 | USA: 2× platinová | Two Lanes of Freedom                 |
| 2013 | „Red“                                     | 6                                 | 30                                | —                                 | 25                                | 5                                 | —                                 | 14                                | 26                                | AUS: zlatá USA: platinová | Red                                  |
| 2013 | „Everything Has Changed“ (ft. Ed Sheeran) | 32                                | 28                                | —                                 | 5                                 | 28                                | —                                 | 22                                | 7                                 | AUS: 2× platinová NZ: zlatá UK: stříbrná USA: platinová | Red                                  |
| 2013 | „Sweeter Than Fiction“                    | 34                                | 44                                | —                                 | 38                                | 17                                | —                                 | 26                                | 25                                | | One Chance OST                       |
| 2013 | „The Last Time“ (ft. Gary Lightbody)      | 103                               | —                                 | —                                 | 15                                | 73                                | —                                 | —                                 | 25                                | | Red                                  |
| 2014 | „Shake It Off“                            | 1                                 | 1                                 | 1                                 | 3                                 | 1                                 | 5                                 | 1                                 | 2                                 | AUS: 7× platinová IT: platinová KAN: 6× platinová JAP: platinová NĚM: zlatá NZ: 3× platinová ŠVÉ: platinová ŠVÝ: platinová UK: platinová USA: 8× platinová | 1989                                 |
| 2014 | „Blank Space“                             | 1                                 | 1                                 | 4                                 | 4                                 | 1                                 | 9                                 | 2                                 | 4                                 | AUS: 5× platinová IT: zlatá KAN: 4× platinová MEX: zlatá NZ: platinová ŠVÝ: zlatá UK: platinová USA: 7× platinová                                          | 1989                                 |
| 2015 | „Style“                                   | 6                                 | 8                                 | 11                                | 38                                | 6                                 | 76                                | 11                                | 21                                | AUS: 2× platinová KAN: 3× platinová NZ: zlatá UK: stříbrná USA: 3× platinová                                                                               | 1989                                 |
| 2015 | „Bad Blood“ (ft. Kendrick Lamar)          | 1                                 | 1                                 | 29                                | 8                                 | 1                                 | 29                                | 1                                 | 4                                 | AUS: 3× platinová KAN: 3× platinová NZ: zlatá UK: stříbrná USA: 4× platinová                                                                               | 1989                                 |
| 2015 | „Wildest Dreams“                          | 5                                 | 3                                 | 43                                | 39                                | 4                                 | —                                 | 8                                 | 40                                | AUS: 2× platinová KAN: platinová NZ: zlatá USA: 2× platinová                                                                                               | 1989                                 |
| 2016 | „Out of the Woods“                        | 18                                | 19                                | —                                 | —                                 | 8                                 | —                                 | 6                                 | 136                               | AUS: zlatá KAN: zlatá USA: platinová | 1989                                 |
| 2016 | „New Romantics“                           | 46                                | 35                                | —                                 | —                                 | 58                                | —                                 | —                                 | 132                               | USA: zlatá AUS: zlatá | 1989                                 |
| 2016 | „I Don't Wanna Live Forever“ (se Zaynem)  | 2                                 | 3                                 | —                                 | 4                                 | 2                                 | —                                 | 4                                 | 5                                 | USA: 4× platinová AUS: 2× platinová UK: platinová DÁN: platinová ŠVÉ: platinová KAN: 2× platinová NZ: platinová                                            | Padesát odstínů temnoty – soundtrack |
| 2016 | „Look What You Made Me Do“                | 1                                 | 1                                 | —                                 | 1                                 | 1                                 | —                                 | 1                                 | 1                                 | USA: 4× platinová AUS: 4× platinová UK: platinová ŠVÉ: 2× platinová KAN: 3× platinová NZ: zlatá                                                            | Reputation                           |
| 2017 | „…Ready for It?“                          | 4                                 | 3                                 | —                                 | 12                                | 7                                 | —                                 | 9                                 | 7                                 | USA: 2× platinová AUS: 2× platinová UK: zlatá ŠVÉ: zlatá KAN: 2× platinová                                                                                 | Reputation                           |
| 2017 | „End Game“ (feat. Ed Sheeran and Future)  | 18                                | 36                                | —                                 | 68                                | 11                                | —                                 | —                                 | 49                                | USA: platinová AUS: platinová KAN: platinová | Reputation                           |
| 2017 | „New Year's Day“                          | —                                 | —                                 | —                                 | —                                 | —                                 | —                                 | —                                 | —                                 | | Reputation                           |
| 2018 | „Gorgeous“                                | 13                                | 9                                 | —                                 | 18                                | —                                 | —                                 | 19                                | 15                                | USA: zlatá AUS: platinová UK: stříbrná | Reputation                           |
| 2018 | „Delicate“                                | 12                                | 28                                | —                                 | 31                                | 20                                | —                                 | 33                                | 45                                | USA: platinová AUS: platinová UK: stříbrná | Reputation                           |
| 2018 | „Getaway Car“                             | —                                 | —                                 | —                                 | —                                 | —                                 | —                                 | —                                 | —                                 | USA: platinová | Reputation                           |
| 2019 | „Me!“ (feat. Brendon Urie)                | 2                                 | 2                                 | —                                 | 5                                 | 2                                 | —                                 | 3                                 | 3                                 | USA: platinová AUS: platinová UK: zlatá KAN: platinová NZ: zlatá                                                                                           | Lover                                |
| 2019 | „You Need to Calm Down“                   | 2                                 | 3                                 | —                                 | 5                                 | 4                                 | —                                 | 5                                 | 5                                 | USA: platinová UK: stříbrná NZ: zlatá | Lover                                |
| 2019 | „Lover“ (sólo nebo feat. Shawn Mendes)    | 10                                | 3                                 | —                                 | 9                                 | 7                                 | —                                 | 3                                 | 14                                | AUS: platinová NZ: zlatá | Lover                                |
| 2019 | „Beautiful Ghosts“                        | —                                 | —                                 | —                                 | —                                 | —                                 | —                                 | —                                 | —                                 | | Cats                                 |

### Duety
| Rok  | Název písně                                    | Pozice v mezinárodních žebříčcích | Pozice v mezinárodních žebříčcích | Pozice v mezinárodních žebříčcích | Pozice v mezinárodních žebříčcích | Pozice v mezinárodních žebříčcích | Pozice v mezinárodních žebříčcích | Pozice v mezinárodních žebříčcích | Pozice v mezinárodních žebříčcích | Certifikace                             | Album          |
| Rok  | Název písně                                    | USA                               | AUS                               | CZE                               | IR                                | KAN                               | NĚM                               | NZ                                | UK                                | Certifikace                             | Album          |
| ---- | ---------------------------------------------- | --------------------------------- | --------------------------------- | --------------------------------- | --------------------------------- | --------------------------------- | --------------------------------- | --------------------------------- | --------------------------------- | --------------------------------------- | -------------- |
| 2009 | „Two Is Better Than One“ (ft. Boys Like Girls) | 18                                | —                                 | —                                 | —                                 | 18                                | —                                 | —                                 | —                                 | USA: platinová                          | Love Drunk     |
| 2010 | „Half of My Heart“ (ft. John Mayer)            | 25                                | 71                                | —                                 | —                                 | 53                                | —                                 | —                                 | —                                 | USA: zlatá                              | Battle Studies |
| 2012 | „Both of Us“ (ft. B.o.B)                       | 18                                | 5                                 | —                                 | 26                                | 23                                | —                                 | 10                                | 22                                | AUS: platinová NZ: zlatá USA: platinová | Strange Clouds |
| 2018 | „Babe“ (ft. Sugarland)                         | 72                                | —                                 | —                                 | —                                 | 94                                | —                                 | —                                 | —                                 |                                         | Bigger         |

### Propagační singly
| Rok  | Název písně            | Pozice v mezinárodních žebříčcích | Pozice v mezinárodních žebříčcích | Pozice v mezinárodních žebříčcích | Pozice v mezinárodních žebříčcích | Pozice v mezinárodních žebříčcích | Pozice v mezinárodních žebříčcích | Pozice v mezinárodních žebříčcích | Pozice v mezinárodních žebříčcích | Certifikace          | Album                     |
| Rok  | Název písně            | USA                               | AUS                               | CZE                               | IR                                | KAN                               | NĚM                               | NZ                                | UK                                | Certifikace          | Album                     |
| ---- | ---------------------- | --------------------------------- | --------------------------------- | --------------------------------- | --------------------------------- | --------------------------------- | --------------------------------- | --------------------------------- | --------------------------------- | -------------------- | ------------------------- |
| 2008 | "I Heart ?"            | -                                 | -                                 | -                                 | -                                 | -                                 | -                                 | -                                 | -                                 |                      | Beautiful Eyes            |
| 2008 | „You're Not Sorry“     | 11                                | -                                 | -                                 | -                                 | 11                                | -                                 | -                                 | -                                 | USA: zlatá           | Fearless                  |
| 2009 | „Crazier“              | 17                                | 57                                | -                                 | -                                 | 67                                | -                                 | -                                 | 100                               | USA: platinová       | Hannah Montana: The Movie |
| 2009 | „American Girl“        | 115                               | -                                 | -                                 | -                                 | -                                 | -                                 | -                                 | -                                 | USA: platinová       |                           |
| 2011 | „Speak Now“            | 8                                 | 20                                | -                                 | -                                 | 8                                 | -                                 | 34                                | -                                 | USA: zlatá           | Speak Now                 |
| 2012 | „State of Grace“       | 13                                | 44                                | -                                 | 43                                | 9                                 | -                                 | 20                                | 36                                |                      | Red                       |
| 2014 | „Out of the Woods“     | 18                                | 19                                | -                                 | -                                 | 8                                 | -                                 | 6                                 | -                                 |                      | 1989                      |
| 2014 | „Welcome to New York“  | 48                                | 23                                | -                                 | -                                 | 19                                | -                                 | 6                                 | 39                                |                      | 1989                      |
| 2015 | „Wonderland“           | 51                                | 84                                | -                                 | -                                 | 59                                | -                                 | -                                 | 171                               |                      | 1989                      |
| 2015 | „You Are in Love“      | 83                                | -                                 | -                                 | -                                 | 99                                | -                                 | -                                 | -                                 |                      | 1989                      |
| 2015 | „New Romantics“        | 71                                | -                                 | -                                 | -                                 | -                                 | -                                 | -                                 | -                                 |                      | 1989                      |
| 2017 | „Call It What You Want | 27                                | 16                                | -                                 | 44                                | 24                                | -                                 | 34                                | 29                                | USA: zlatáAUS: zlatá | Reputation                |
| 2019 | „The Archer            | 38                                | 19                                | -                                 | 31                                | 41                                | -                                 | 28                                | 43                                | AUS: zlatá           | Lover                     |

### Další písně v hitparádách
- Písně, které se umístily v žebříčku Billboard Hot 100, ale nešlo o singly.

Fearless:
- „The Way I Loved You“ (72. příčka)
- „Forever & Always“ (34.)
- „Jump Then Fall“ (10.)
- „Untouchable“ (19.)
- „Come in with the Rain“ (30.)
- „Superstar“ (26.)
- „The Other Side of the Door“ (22.)

Speak Now:
- „Dear John“ (54. příčka)
- „Never Grow Up“ (84.)
- „Enchanted“ (75.)
- „Better Than Revenge“ (56.)
- „Innocent“ (27.)
- „Haunted“ (63.)
- „Last Kiss“ (71.)
- „Long Live“ (85.)
- „If This Was a Movie“ (10.)
- „Superman“ (26.)

Red:
- „I Almost Do“ (65.)
- „All Too Well“ (80.)
- „Stay Stay Stay“ (91.)
- „The Moment I Knew“ (64.)

Lover
- „I Forgot That You Existed“ (28.)
- „Cruel Summer“ (29.)
- „The Man“ (23.)
- „I Think He Knows“ (51.)
- „Miss Americana & the Heartbreak Prince“ (49)
- „Paper Rings“ (45.)
- „Cornelia Street“ (57.)
- „Death by a Thousand Cuts“ (67.)
- „London Boy“ (62.)
- „Soon You'll Get Better“ (feat. Dixie Chicks) (63.)
- „False God“ (77.)
- „Afterglow“ (75.)
- „It's Nice to Have a Friend“ (92.)
- „Daylight“ (89.)